# Mohd Nafiizwan Adnan
Mohd Nafiizwan Adnan, né le 24 avril 1986 à Kuala Terengganu, est un joueur de squash professionnel représentant la Malaisie. Il atteint en mai 2017, la 26e place mondiale, son meilleur classement. Il est champion d'Asie en 2011. 
Il annonce sa retraite sportive en mai 2019.

## Palmarès

### Titres
- Championnats d'Asie : 2011
- Championnats de Malaisie: 2 titres (2015, 2016)
- Championnats d'Asie par équipes : 2 titres (2006, 2008)